# 匡西特冰川
85°19′S 127°5′W / 85.317°S 127.083°W
匡西特冰川（英語：Quonset Glacier）是南極洲的冰川，位於瑪麗伯德地，全長32公里，流經威斯康辛山脈北坡，最終注入戴維斯維爾冰川，美國地質調查局根據測量和該國海軍的空中照片繪入地圖。